# Raghuvanshi
Raghuvanshi (O Raghuwanshi) (sánscrito: रघुवंशी) es una dinastía india,  mencionada primeramente en la mitología india. Raghuvanshi se cree que es un linaje de los reyes que localizan su ascendencia en Surya. Reyes Raghuvanshi como Mandhata, Harishchandra, Sagara, Bhagiratha, Dilīpa, Raghu, Aja, Dasaratha y Rama.
El fundador de clan fue Vivasvan (विवस्वान) o Vaivaswat Manu (वैवस्वत मनु) quién era también conocido como Arka-tanaya o hijo de Arka (Surya), se ha supuesto que vivió coetáneo con el origen del mundo. El nombre Vivaswan literalmente significa "maestro de los rayos"; el sol, o dios-sol. El primer rey históricamente importante de esta dinastía fue el nieto de Vivaswan Ikshvaku (इक्ष्वाकु). La dinastía es también conocida como la dinastía Ikshvaku. Raja Prithu fue el hijo de Ikshvaku. Debido a la grandeza de Raja Prithu(पृथु), el planeta entero fue conocido como Prithvi ("Tierra").[cita requerida]
El trabajo famoso de Kalidasa, Raghuvansh (sánscrito: रघुवंश, Raghuvaṃśun) narra la épica del Raghuvanshi en 19 sargas (cantos).

## Notables

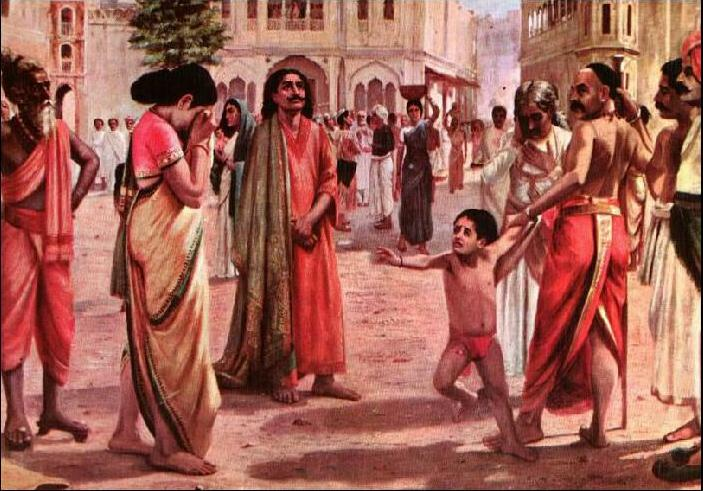
Harishchandra y su familia son vendidos como esclavos y separados. Pintura de Raja Ravi Varma.

Varios reyes legendarios provenían de la dinastía Ikshvaku y después del Rey Raghu, sus descendientes son conocidos como Raghuvanshi.
- Mandhata (मान्धाता), quién se dice haber gobernado la tierra entera durante la era Vedic y haber derrotado a la cabeza-Indra-de Devtas.
- Harishchandra, el rey de Ayodhya, de quien se piensa que fue un ejemplo de honradez
- Sagara, un rey que fue burlado por Indra en un conflicto con la sabia Kapila, dirigiendo a la muerte de sus 60.000 hijos, el descenso del Ganges a la tierra, y el renacimiento de sus hijos
- Bhagiratha - bisnieto de Sagara, después de penitencias agotadoras, con sus últimos tenidos en traer el Ganges desde el Cielo. Cuándo fluyó sobre los restos de sus antepasados, sus almas fueron redimidas, y el océano fue rellenado. Ganges también posee el nombre "Bhagirathi", en honor de su acción.
- Dilīpa, conocido por ser el más honrado y caballeroso de los emperadores de la dinastía Ikshvaku
- Raghu II, El mahakavya (épica) compuesto por el poeta clásico Kalidasa en las vidas de los antepasados de Rama está nombrado como Raghuvamsha o la "Dinastía de Raghu". Los descendientes de King Raghu son conocidos como Raghuvanshi. Valmiki Ramayana menciona acerca de "Raghukula", un clan del Rey Raghu no Rama. Rama es conocido por muchos nombres (como Raghava, Raghunandan y Raghukula Nayaka), indicativos de su pertenencia a la familia de Raghu.
- Aja, Hijo de King Raghu
- Dasaratha, Hijo de Aja y padre de Rama, Lakshman, Bharath y Shatrughan.
- Ram -  está considerado el séptimo avatar del dios Vishnu. Es adorado por cada hindú. Muchos hindúes incluyen su nombre en su primer o último nombre. La historia de Rama antes de llegar a ser rey de Ayodhya es contada en el Ramayana. Después de que subiera al trono, ejecutó el Ashwamedha Yajna. Bharata, su hermano más joven, ganó el país de Gandhara y se estableció allí.
- Lav Y Kush - Fueron los hijos gemelos de Rama y su mujer Sita. Lava gobernó el sur de Kosala mientras Kusha gobernaba el norte de Kosala, incluyendo Ayodhya. Kusha se casó como "Nagkanya" "Kumuddhati", hermana de Kumuda. Después de que Kusha los reyes siguientes de la dinastía solar gobernaron Ayodhya:
- Śuddhodana
- Sumitra - Fue el último rey de Ayodhya de la dinastía Raghuwanshi. En el siglo IV a. C., el emperador Mahapadma Nanda del Nanda Dinastía forzó a Sumitra para dejar Ayodhya. Fue a Rohtas con sus hijos. Su hijo Kurma estableció su gobierno sobre Rohtas

## Historia moderna
Hoy, la mayoría de los Raghuvanshi viven en el estado de Rajasthan, Uttar Pradesh, Madhya Pradesh y Maharashtra. Un número pequeño de Raghuvanshi se han establecido también en otros países. Se encuentran también en todas las partes de India.